# Further Away
"Further Away" é uma canção da banda britânica de rock Manic Street Preachers, lançada em outubro de 1996 como um single do álbum Everything Must Go, lançado no mesmo ano. A canção é composição de todos os membros, com letras de Nicky Wire. Foi liberada exclusivamente no Japão, como substituição, no país, do single "Kevin Carter". Desta forma, até as canções que compõem o Lado B do single, em sua versão CD, são iguais.

## Faixas
CD
1. "Further Away"
2. "Horses Under Starlight"
3. "Sepia"
4. "First Republic"

Cassete
1. "Further Away"
2. "Everything Must Go" (acoustic version)

## Ficha técnica
- James Dean Bradfield - vocais, guitarra
- Nicky Wire - baixo
- Sean Moore - bateria